# السياسة (جريدة كويتية)
جريدة السياسة هي جريدة يومية كويتية تأسست في 3 يونيو 1965، وتوزع بشكل يومي بعدما تطبع من قبل شركة دار السياسة الكويتية للنشر والتوزيع. رئيس التحرير ومالكها هو أحمد عبد العزيز الجار الله.